# Переулок Чайковского (Одесса)
Переулок Чайковского — переулок в исторической части Одессы. Начинается от пересечения Думской площади и Приморского бульвара, пролегает вдоль Театральной площади и сквера «Пале-Рояль» и оканчивается пересечением с улицей Екатерининской.
Изначально улица (в то время переулок был ещё улицей) была названа Театральная из-за Одесской оперы, которая находилась на улице. Но это название продержалось всего лишь год. Первоначально здание Городской думы строилось для размещения в нём биржи, потому и улицу в 1841 году переименовали в Биржевую. Впоследствии, после того как Дума переехала в здание старой биржи, переулок назвали Театральным. В 1953 году переулку было присвоено имя П. И. Чайковского.

## Здания по улице
- № 1 — Одесский национальный академический театр оперы и балета;
- № 4 — Дом Магнера (Доска Эмилю и Елизавете Гилельс)[3];
- № 5 — Дом Дрона;
- № 6 — Доходный дом Эфрусси;
- № 8 — Дом Ф. Боффо;
- № 10 — Доходный дом Бекеля;
- № 12 — Отель «Северный». В этом доме жили композитор П. И. Чайковский (мемориальная доска), писатель А. П. Чехов (мемориальная доска), педагог К. Д. Ушинский (умер в этом доме, мемориальная доска)[4], оперная певица С. А. Крушельницкая;
- № 14 — Дом Шорштейна.

### Галерея
|  |  |  |  |  |  |